# Рамапо (Нью-Йорк)
Рамапо (англ. Ramapo) — місто (англ. town) в США, в окрузі Рокленд штату Нью-Йорк. Населення — 148 919 осіб (2020).

## Демографія
Згідно з переписом 2010 року, у місті мешкало 126 595 осіб у 34 731 домогосподарстві у складі 27 261 родини. Було 36754 помешкання
Расовий склад населення:
| - 71,8 % — білих - 15,8 % — чорних або афроамериканців - 4,0 % — азіатів - 0,3 % — корінних американців - 5,8 % — осіб інших рас |

До двох чи більше рас належало 2,2 %. Частка іспаномовних становила 13,6 % від усіх жителів.
За віковим діапазоном населення розподілялося таким чином: 35,4 % — особи молодші 18 років, 54,2 % — особи у віці 18—64 років, 10,4 % — особи у віці 65 років та старші. Медіана віку мешканця становила 28,9 року. На 100 осіб жіночої статі у місті припадало 100,0 чоловіків;  на 100 жінок у віці від 18 років та старших — 96,8 чоловіків також старших 18 років.
Середній дохід на одне домашнє господарство  становив 96 306 доларів США (медіана — 69 245), а середній дохід на одну сім'ю — 104 374 долари (медіана — 78 379). Медіана доходів становила 52 112 долари для чоловіків та 47 230 доларів для жінок. За межею бідності перебувало 24,0 % осіб, у тому числі 37,0 % дітей у віці до 18 років та 8,2 % осіб у віці 65 років та старших.
Цивільне працевлаштоване населення становило 53 069 осіб. Основні галузі зайнятості: освіта, охорона здоров'я та соціальна допомога — 34,8 %, науковці, спеціалісти, менеджери — 12,0 %, роздрібна торгівля — 10,8 %.